# 奧克蘭地峽

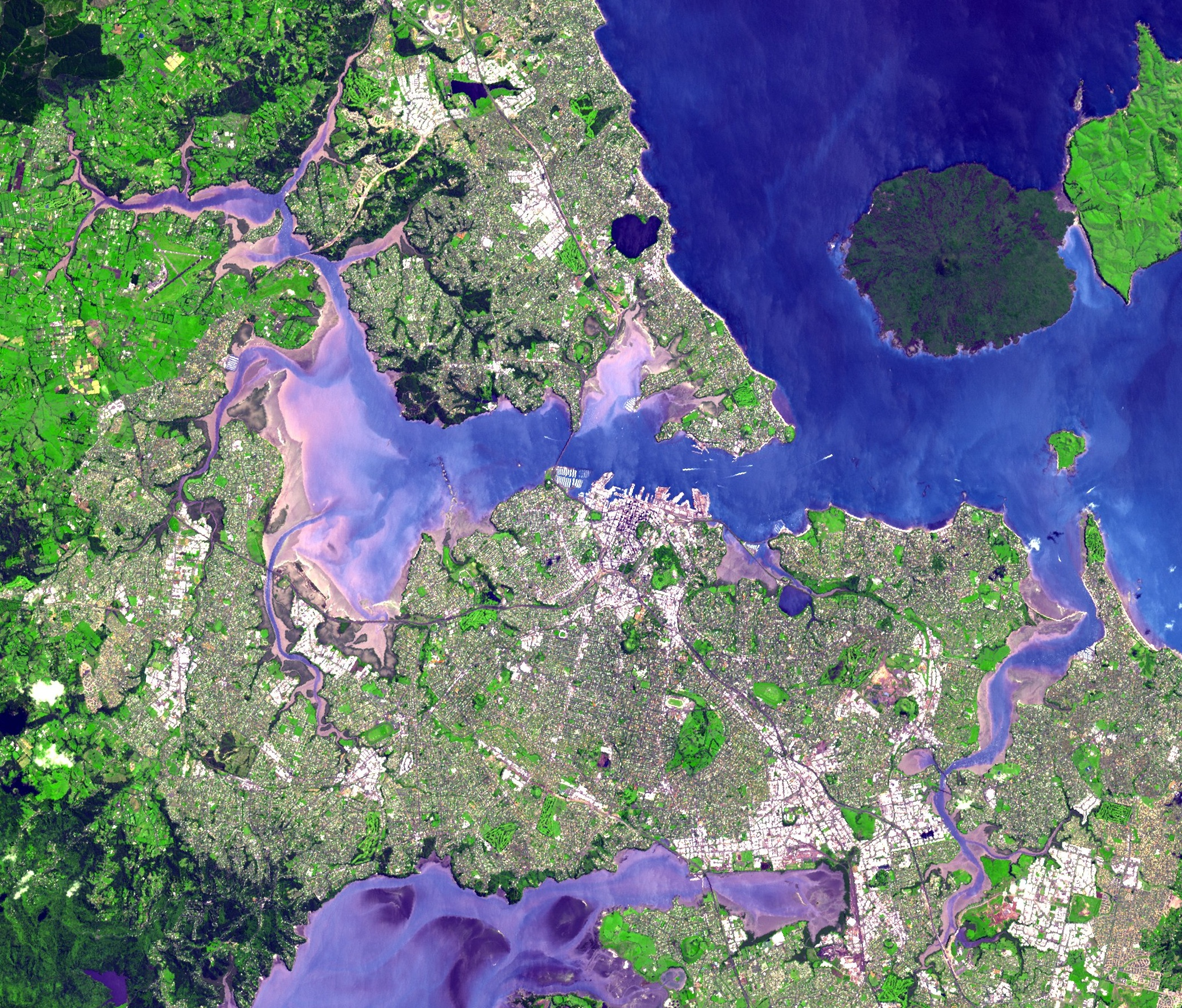
圖中央顯示陸地區塊是奧克蘭地峽，二面臨海，其地形狹長。

奧克蘭地峽（Auckland isthmus），位於紐西蘭北島西北方，為奧克蘭半島最南端的狹長陸地，最大城市奧克蘭則有大部分地區都座落於此。在地形上，奧克蘭地峽是二面臨海，在懷特馬塔港灣與曼努考港灣之間，平均寬度僅有26公里。境內地勢起伏，是受到火山作用所形成的景觀。在40餘座的火山當中，則以伊甸山約海拔196公尺為奧克蘭地峽的最高處，也是眺望奧克蘭最佳的展望點。